# Palazzo Sannazzari
Palazzo Sannazzari, o Sannazari o Sannazzaro, era un palazzo settecentesco di Milano edificato in stile neoclassico. Progettato dal Piermarini, architetto del vicino teatro alla Scala, apparteneva storicamente al sestiere di Porta Nuova e si trovava in via Marino. Spogliato e saccheggiato durante la sommossa che vide la defenestrazione del Prina e il suo successivo linciaggio nel 1814, venne in seguito demolito dopo che alcuni affreschi superstiti dell'Appiani furono strappati per essere trasferiti alla Pinacoteca di Brera.

## Storia e descrizione

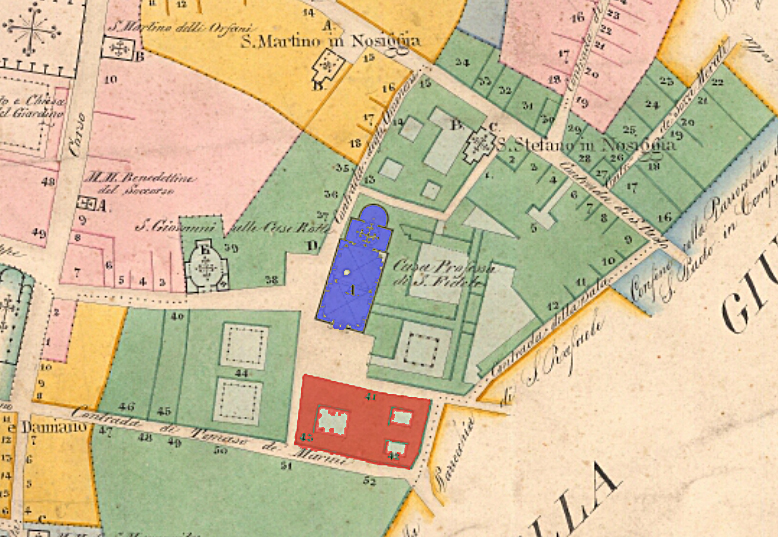
Piazza San Fedele nel 1751: in rosso Palazzo Sannazzaro

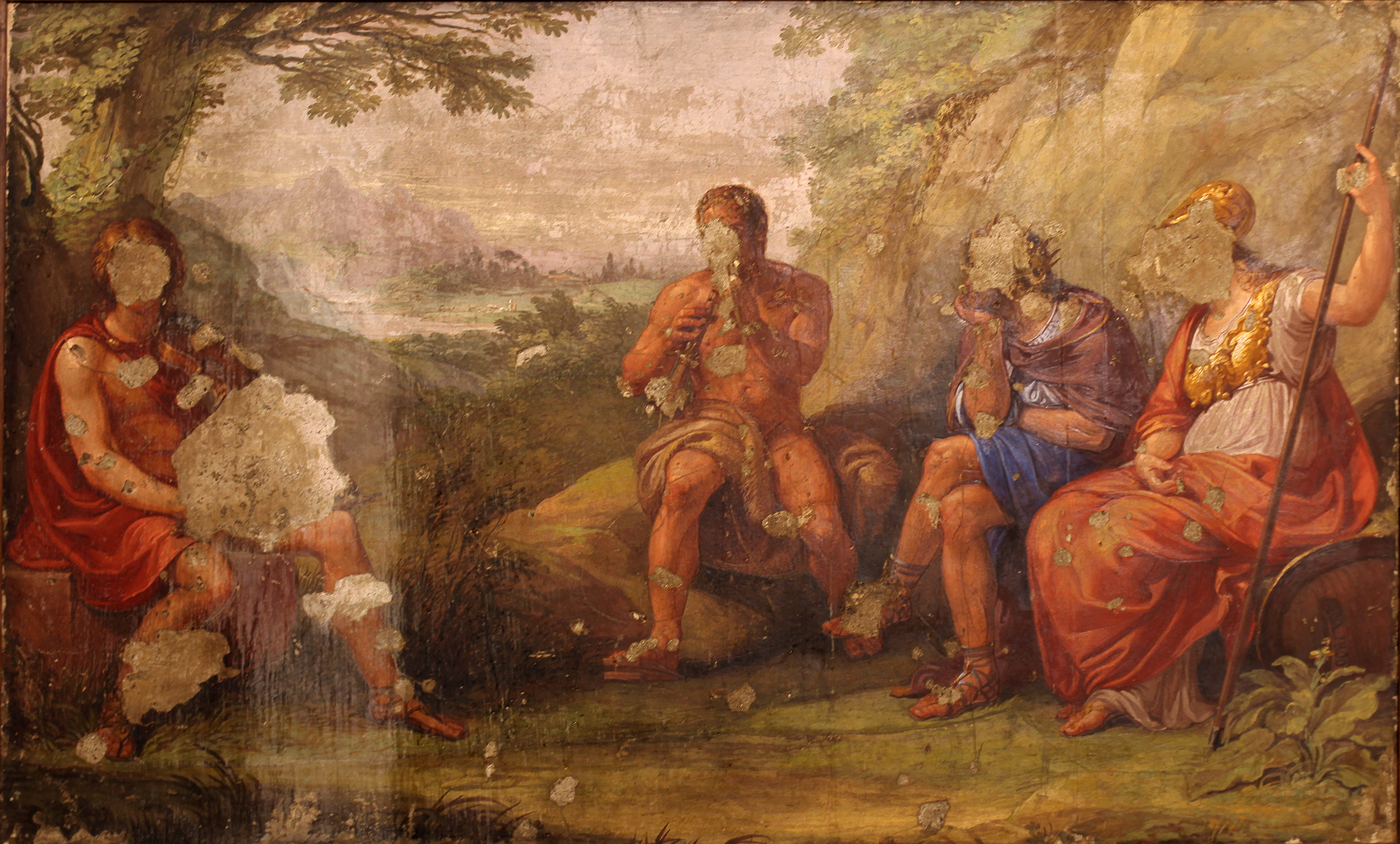
Un affresco dell'Appiani danneggiato dai rivoltosi, oggi esposto a Palazzo Morando

La residenza fu edificata dopo il 1776 di faccia alla Chiesa di San Fedele sull'area prima occupata da una casa del conte Antonio Greppi che l'aveva presa in affitto dai Gesuiti di San Fedele, che lì avevano delle case. Il palazzo fu eretto per volere del mercante e filantropo conte Giacomo Sannazzari della Ripa (1755-1804), disponeva di interni particolarmente sfarzosi e di un giardino pensile sulla grande terrazza, che sopperiva all'impossibilità di realizzarne uno vero e proprio all'interno del palazzo. La grande terrazza, disegnata dal Sannazzari stesso, conteneva una grande voliera, una serra per agrumi, una fontana, una grotta e un tempietto circolare affrescato dall'Appiani.
Facevano parte della collezione d'arte del palazzo al tempo qui conservata lo Sposalizio della Vergine di Raffaello, l'Assunta di Marco d'Oggiono e il Guerriero di Ambrogio Figino, che passarono alla morte del conte Sannazzaro (1804) all'Ospedale Maggiore, erede universale dei beni del Conte. Il quadro di Raffaello fu trasferito presso il palazzo dell'Accademia di belle arti di Brera e in generale il palazzo perse tutte quelle attrattive artistiche e naturali che lo avevano reso famoso finché il Sannazzari era rimasto in vita.
Dopo il 1808, anno in cui la casa era ancora vuota dopo la morte del Conte,
il palazzo, che conservava comunque gli affreschi dell'Appiani, invece passò allo Stato, che ne fece la casa del Ministero delle Finanze del Regno d'Italia Giuseppe Prina, qui defenestrato e trucidato dalla folla furente il 20 aprile 1814. In quell'occasione il palazzo venne saccheggiato, depredato e spogliato persino delle inferriate, dei chiodi e delle grondaie; successivamente a questo fatto e vista l'impossibilità di salvare l'edificio completamente danneggiato, il 25 maggio 1814 il Ministro dell'Interno della nuova amministrazione austriaca decretò la demolizione di una gran parte del palazzo. e la piazza, così allungata, riprese nuovamente il suo aspetto precedente alla costruzione dell'edificio. A tal proposito scriveva il 7 settembre 1814 Teresa Casati, moglie di Federico Confalonieri in una lettera a lui indirizzata:
La parte rimanente della casa del Prina a cui si fa riferimento nella missiva diventò poi l'Albergo Bella Venezia, poi distrutto dalle bombe anglo-americane durante la seconda guerra mondiale e ricostruito alla fine della guerra.
All'interno era presente anche il capolavoro dell'Appiani noto come Le storie di Apollo, ciclo di affreschi del 1799 comprendente il Carro d'Apollo e le figure in chiaroscuro de Le muse; gli affreschi vennero strappati nel 1814 in seguito alla rovina del palazzo e trasferiti in parte alla Pinacoteca di Brera e alla Galleria d'arte moderna.